# Susanne Husemann
Susanne Husemann (* 1962 in Berlin) ist eine deutsche Malerin, Theaterregisseurin und Performance-Künstlerin.

## Leben und Werk
Susanne Husemann wuchs in Berlin auf und studierte nach dem Schulabschluss an der Universität der Künste Malerei bei Georg Baselitz und Wolfgang Petrick. Parallel zum Studium gründete sie 1986 in Berlin das nach dem französischen Dramatiker Antonin Artaud benannte Theater Artaud. Das Theater hatte bis 1992 Bestand. Nach Abschluss des Kunststudiums 1992 mit einem NaFöG-Stipendium reiste sie als DAAD-Stipendiatin nach Japan und begegnete dort asiatischen Theater- und Philosophietraditionen. Ab 1994 studierte sie in Tübingen Philosophie bei Manfred Frank und Günter Figal. Dieses Studium setzte sie in Berlin bei Michael Theunissen und Peter Bieri fort. Seither lebte sie mit eigenem Studio als Regisseurin, Malerin und Kuratorin in Berlin.
Von 2012 bis 2015 lebte Susanne Husemann in Pakistan.

### Theater und Performance
Als Regisseurin zeitgenössischer und politischer Stücke sowie als Performance-Künstlerin ist Susanne Husemann vor allem in Berlin tätig. Hier inszenierte sie neben dem Theater Artaud in der Theaterkapelle Friedrichshain, im Tacheles/Orphtheater und anderen Spielstätten. 2000 führte sie Regie am Bayerischen Staatsschauspiel München.
1991 befand die taz, Husemanns Inszenierung der von ihr konzipierten Aktion Cain für das Theater Artaud komme „ganz unaufdringlich daher, wie ein leiser Kontrapunkt zu dem wilden Triebgeschrei der zuschauerbedrohenden Aktionismen, die andernorts gern betrieben werden.“ Weitere Berliner Inszenierungen waren unter anderem Frauen.Krieg.Lustspiel von Thomas Brasch im Orphtheater (2005), Frauen.Krieg.Terror, ein (im Titel auf das Brasch-Stück anspielendes) von Husemann selbst erstelltes Stück über Selbstmordattentäterinnen in Tschetschenien, in der Aktionsbank (ebenfalls 2005) sowie Der Andere des Anderen von Anna Brückner in der Theaterkapelle Friedrichshain (2006).
Als Performerin nahm Husemann 2005 an dem Ausstellungsprojekt M°A°I°S 6 „Der freie Wille“ im Bunker unter der arena Berlin teil, das von Michail Gorbatschow eröffnet wurde.

### Malerei
Susanne Husemann arbeitete von 1998 bis 2001 als Theaterzeichnerin für die Staatsoper Stuttgart sowie für die Staatstheater in Bochum, Hamburg und München. Seit 2001 unterhält sie ein eigenes Atelier in Berlin. Eigene Arbeiten zeigte sie auf zahlreichen Ausstellungen in Berlin, Hamburg, Lahore/Pakistan, Islamabad/Pakistan und Mianyang/China.